# 알틴 랄라
알틴 랄라(Altin Lala, 1975년 11월 18일 카바예 ~ )는 알바니아의 전 축구 선수이다.

## 클럽 경력
이 수비형 미드필더는 KS 디나모 티라나에서 축구를 하였고, 1994년 1월 독일 3. 리가의 보루시아 풀다로 이적하였다.

### 하노버 96
1998년 7월 21일, 그는 당시 2 분데스리가로 갓 승격한 하노버 96으로 이적하였고, 1998년 7월 30일, 카를스루에 SC전에서 데뷔하였다. 그는 2001-02 시즌에 팀의 1 분데스리가 승격을 도왔고, 그 이후로 149번이 넘는 분데스리가 경기에 출장하였으며, 팀내 최 장수 선수가 되었다. 그는 하노버 96 소속으로 단 1번의 분데스리가 득점을 기록하고 있다. 2004년, 그는 팀원과 팬들의 인기를 끌어 (그는 팬들로부터 "싸움 난쟁이" (Kampfzwerg) 라는 별명이 붙여졌다.) 팀의 주장자리에 올라 2007/08 시즌까지 직책을 맡았다. 2007-08 시즌, 그는 무득점 28경기 출장을 기록하였다. 그는 2008-09 시즌에 시작이 좋지 않았다. 그는 초반에 5경기만 선발 출장하였고, 나머지 경기 중 일부만 간간히 교체 출장하는데 그쳤다. 하노버 96은 이 시즌에 단 7승을 하는데 그쳤다.

## 알바니아 축구 국가대표팀
알바니아 축구 국가대표팀에 오랫동안 차출되는 선수이다. 1998년 첫 출장 이래 총 78경기에 출장하였으며 이는 알바니아 국가대표에서 2번째로 많은 출장 횟수이다. 그는 국가대항전에서 3골을 기록하였다. 그의 국가대항전 첫골은 2003년 3월, 러시아전 79분에 기록되었다. 경기는 알바니아의 3-1 완승으로 종료되었고, 이는 알바니아 역사상 최고 성적이다. 그의 2번째 골은 그로부터 3달 뒤인 스위스와의 경기에서 22분에 기록되었다. 랄라는 이글리 타레가 오토 바리치로부터 발탁되지 않음에 따라 국가대표팀 주장직을 계승하였다.

## 수상
하노버 96
- 2 분데스리가: 2001-02